# BigFM
BigFM est un réseau de radios privées allemandes composé de trois stations de radio régionales dans le Bade-Wurtemberg, en Rhénanie-Palatinat et en Sarre. Elles sont basées sur le format du Rythmic contemporary et diffusent de la pop, du rock, de la dance, du hip-hop et du rap. Des talk-shows sont également diffusés tard le soir et se concentrent sur les problèmes et les histoires des jeunes, sur le format de la libre antenne. Ils sont diffusés en semaine de minuit à 2 heures du matin (Nightlounge) et le dimanche de 22h45 à minuit (Night Talk).

## Historique
Le 20 juillet 2023, Rob Green devient animateur sur la webradio  BigFM Dance Radio.
Le 8 août 2023, bigFM lance une webradio basée sur l'intelligence artificielle. Ce projet pionnier marque une étape importante dans le secteur de la radiodiffusion. La station est animée uniquement par des voix synthétiques, du contenu généré par l'IA et le Top 40 bigGPT des chansons les plus diffusées sur le web.

## Diffusion
BigFM est la plus principale station de radio privée à destination des jeunes en Allemagne avec 2,5 millions d'auditeurs hebdomadaires. De plus, 11 millions de personnes connaissent l’existence de la station.
- FM Stuttgart : 89,5 MHz
- FM Rottweil : 99,0 MHz
- FM Villingen-Schwenningen : 99,5 MHz
- FM Cologne : 104,9 MHz
- FM Mayence / Francfort : 104,5 MHz
- FM Coblence : 104,0 MHz
- FM Trèves : 106,4 MHz
- FM Eifel : 106,6 MHz
- FM Karlsruhe : 105,2 MHz
- FM Kaiserslautern : 107,6 MHz
- FM Sarrebourg : 96,5 MHz
- FM Pirmasens : 96,7 MHz
- FM Baden-Baden : 103,8 MHz
- FM Mannheim : 87,8 MHz
- FM Heidelberg : 90,9 MHz
- FM Sinsheim : 97,2 MHz
- FM Ulm : 99,7 MHz
- FM Fribourg : 102,8 MHz
- FM Tübingen : 89,7 MHz
- FM Heilbronn : 104,7 MHz
- FM Aalen : 105,1 MHz
- FM Göppingen : 100,3 MHz
- FM Ludwigshafen : 106,7 MHz
- FM Sarrebruck : 94,2 MHz
- FM Merzig : 92,6 MHz
- FM Saint-Ingbert : 96,8 MHz

La station est également accessible par la radio numérique et sur le web.

## Webradios
- BigFM Charts
- BigFM Hip-Hop
- BigFM Dance
- BigFM Mashup
- BigFM Rock am Ring
- BigFM Sunset Lounge
- BigFM US Rap & Hip-Hop
- BigFM Oldschool Rap & Hip-Hop
- BigFM Deutschrap
- BigFM Deutscher Hip-Hop Charts
- BigFM Oldschool Deutschrap
- BigFM Groovenight
- BigFM World Beats
- BigFM NitroX EDM & Progressive
- BigFM NitroX Deep & Tech House
- BigFM Latin Beats
- BigBALKAN
- BigFM Dance
- BigGPT